# Huckleberry Finn

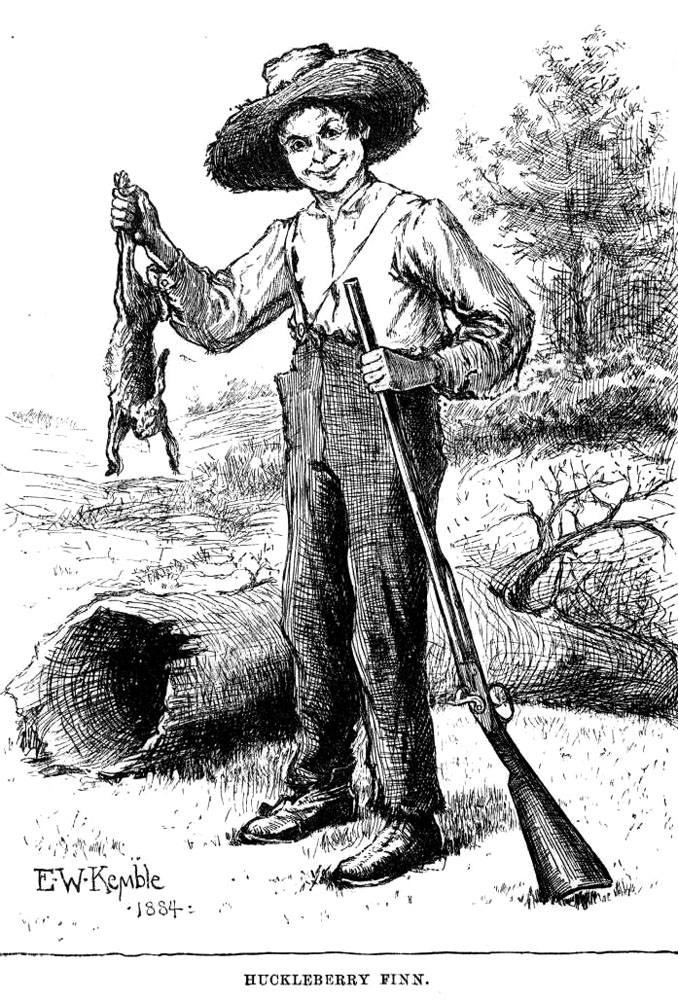
Illustration aus der Erstausgabe von Die Abenteuer des Huckleberry Finn

Huckleberry Finn ist eine von dem amerikanischen Schriftsteller Mark Twain erfundene literarische Figur, die mit ihrem Freund Tom Sawyer in der fiktiven Stadt „St. Petersburg“ allerlei Abenteuer am Mississippi erlebt. Er kommt in Mark Twains Romanen Die Abenteuer des Tom Sawyer und Die Abenteuer des Huckleberry Finn vor.
Mit dem Wort „Huckleberry“ wird an sich die Amerikanische Heidelbeere bezeichnet, wohingegen es als Vorname kaum gebräuchlich ist. Infolge von Twains Romanen erhielt es noch eine dritte Bedeutung als Inbegriff einer besonders engen Freundschaft. So besingt Audrey Hepburn in dem von Johnny Mercer getexteten Song Moon River des Films Frühstück bei Tiffany (1961) ihren fiktiven „Huckleberry Friend“. Das von Henry Mancini komponierte Lied erhielt 1962 den Oscar für den besten Filmsong.

## Tom Blankenship als Vorbild für Huckleberry Finn
Die Figur des Huckleberry Finn basiert auf der realen Person des Thomas’ „Tom“ Blankenship (* 1839 in Hannibal, Missouri), der gemeinsam mit dem vier Jahre älteren Samuel Langhorne Clemens (alias Mark Twain) in Hannibal aufwuchs. Beide Familien wohnten in unmittelbarer Nachbarschaft.
Tom Blankenship war der Sohn von Woodson (* 1799 in South Carolina) und Mahala Onstat (* 1813 in Iowa) Blankenship, die am 3. Juli 1828 in Hannibal heirateten. Tom wuchs mit sieben Geschwistern, einem Bruder und sechs Schwestern auf. Seine Geschwister waren Benson, Martha, Nancy Jane, Sarah V., Elizabeth, Mary und Catherine.
Mark Twain bezeichnet in Meine geheime Autobiographie Tom Blankenship so:
„In Huckleberry Finn habe ich Tom Blankenship genau so gezeichnet, wie er war. Er war unwissend, ungewaschen und unzureichend ernährt, er hatte aber ein so gutes Herz wie nur irgendjemand. Seine Freiheit war schrankenlos. Er war der einzige wirklich unabhängige Mensch in der Gemeinde – ob Knabe oder Mann; folglich war er gelassen ohne Unterlass und wurde von uns anderen beneidet. Wir mochten ihn; wir genossen seine Gesellschaft. Und da uns der Umgang mit ihm von unseren Eltern verboten war, verdrei- oder vervierfachte das den Wert, und so suchten wir seine Gesellschaft häufiger als die jedes anderen Jungen.“

## Reale Vorbilder weiterer Figuren
Tom Blankenship, der Sohn des Stadtsäufers von Hannibal (alias St. Petersburg), war nun Huckleberry Finn. Sein Vater Woodson war also der Stadtsäufer, diesen Titel teilte er sich aber mit einem gewissen Jimmy Finn. Toms zehn Jahre älterer Bruder Benson Blankenship soll charakterlich der Person des Muff Potter ähneln. Mark Twain selbst war Tom Sawyer, seine Mutter die patent-resolute Tante Polly, ein Mädchen namens Laura Hawkins Toms große Liebe Becky Thatcher. Ebenfalls soll es einen Indianer namens Joe in Hannibal gegeben haben, der bei einem Unwetter vor einer Höhle gestorben war. Zudem hat die Fehde der Grangerfords & Shepherdsons Parallelen zur Hatfield-&-McCoy-Fehde. Die McCoy-Tante Betty (bei der Roseanna McCoy später lebte) war eine geborene Blankenship und somit eine entfernte Cousine Tom Blankenships.

## Späteres Leben Blankenships
Verschiedene Quellen berichten, dass Tom später als Friedensrichter in den Indianergebieten von Oklahoma und Montana gedient haben soll, andere Quellen besagen, dass er bei einer der Cholera-Epidemien, die den Mississippi hinaufschwappten, umgekommen sei. Ein Nachweis, dass er im amerikanischen Bürgerkrieg gedient haben soll, liegt ebenfalls nicht vor. Sein Bruder Benson lebte später in Texas, während seine Schwestern sich in Hannibal und Umgebung verheirateten.